# گودزیلا در برابر دسترویا
گودزیلا در برابر دسترویا (انگلیسی: Godzilla vs. Destoroyah) یک فیلم کایجو ژاپنی محصول ۱۹۹۵ به کارگردانی تاکائو اوکاوارا با جلوه‌های ویژه کوایچی کاواکیتا است.